# Heinrich Droms
Heinrich Droms (* 27. September 1887 in Minden; † 31. März 1965 in Berlin) war ein deutscher Politiker (SPD).
Heinrich Droms besuchte eine Volksschule und machte eine Lehre als Dreher und Maschinenschlosser. Ab 1905 arbeitete er als Dreher, später als Werkmeister und Obermeister, unter anderem auch bei einem Berliner Nahverkehrsbetrieb. 1907 trat er dem Deutschen Metallarbeiter-Verband (DMV) und 1914 der SPD bei. Nach der „Machtergreifung“ der Nationalsozialisten 1933 wurde Droms bei den Berliner Verkehrsbetrieben (BVG) aus politischen Gründen entlassen.
Nach dem Zweiten Weltkrieg wurde Droms 1945 Mitglied der provisorischen Gemeindevertretung in Wildau bei Berlin. Bei der ersten Berliner Wahl 1946 wurde er in die Bezirksverordnetenversammlung im Bezirk Wedding gewählt. Ab 1948 war er der Vorsitzende des Betriebsrats der BVG. Im Februar 1949 schied Walter Röber aus der Stadtverordnetenversammlung von Groß-Berlin aus, da er Bezirksbürgermeister im Wedding war, Droms konnte dadurch in das Parlament nachrücken. Auch bei der folgenden Wahl 1950 wurde er in das Abgeordnetenhaus von Berlin gewählt. 1954 schied er aus Altersgründen aus dem Parlament aus.